# 市道188号 (台湾)
市道188号（しどう188ごう）は、高雄市鳳山区五甲から屏東県竹田郷を結ぶ、全長20.838kmの台湾の市道であり。台88線高架橋に下の道路がある。

## 通過する自治体
- 高雄市
  - 鳳山区
  - 大寮区
- 屏東県
  - 万丹郷
  - 竹田郷

## 接続する道路
- 市道183号
- 国道1号（インターチェンジ・ジャンクション）
- 台88線（インターチェンジ）・市道183甲線
- 台88線（インターチェンジ）・台25線
- 台88線（インターチェンジ）・台29線
- 万大大橋（県市界）
- 台88線（インターチェンジ）・台27線
- 県道189号

## 施設
- 五甲インターチェンジ・ジャンクション
- 鳳山インターチェンジ
- 過埤国小学校
- 大寮インターチェンジ
- 大発インターチェンジ
- 万大大橋
- 万丹インターチェンジ

## 路線の変遷
- 1961年、県道188号の名称で高雄～高樹間が設定される、全長49.149km。
- 1976年、高雄～左営間が台17線に編入され、県道188号の起点も左営に改められる。
- 1993年、左営～楠梓間が市街道路に解編され、楠梓～高樹間が台22線に編入されたことにより、県道188号は廃止される。
- 2004年1月10日、台88線高架橋に下の車線増設工事完成され、翌年2005年3月29日、五甲～竹田間が県道188号として編成した。
- 2013年、五甲～万大大橋間名称が市道188線に改められる。